# Nadijiwka (rejon chersoński)
Nadijiwka (ukr. Надіївка) – wieś na południu Ukrainy, w obwodzie chersońskim, w rejonie chersońskim. W 2001 roku liczyła 1151 mieszkańców.